# 尊躰寺
尊躰寺（そんたいじ）は、山梨県甲府市にある浄土宗の寺院。

## 歴史
大永年間（1521年 - 1528年）、武田信虎の開基である。ある日、信虎は重病に罹ったが、真向三尊阿弥陀如来画像に祈願すると治癒したことから、これを本尊とする寺を創建した。
武田氏滅亡後に甲斐国を領有した徳川家康は当寺を宿泊所とした。文禄年間（1592年 - 1596年）に現在地に移転した。
本尊の真向三尊阿弥陀如来画像は、元々宮中にあったが、後に石清水八幡宮経由で信虎の手に渡っている。そういうこともあり、1533年（天文2年）に後奈良天皇から「功徳山尊躰寺」の勅額を賜わっている（現在は焼失）。
墓地には、金山開発に従事した大久保長安、教育者の富田武陵、俳人の山口素堂の墓がある。

## 文化財
- 絹本紺地金泥阿弥陀三尊像（甲府市指定文化財 平成9年11月27日指定）[4]

## 交通アクセス
- 金手駅より徒歩6分。